# Землетрясение в Индонезии (2012)
Землетрясение разрушительной силы у западного побережья Северной Суматры магнитудой 8,6 произошло 11 апреля 2012 года в 14 часов 38 минут по местному времени. Эпицентр землетрясения находился в 435 км к юго-западу от Банда-Ачех, а гипоцентр залегал в Индийском океане на глубине 23 км. Спустя 125 минут произошел мощный афтершок магнитудой 8,2 в 615 км к юго-западу от Банда-Ачех на глубине 16 км. Землетрясение стало 11-м по магнитуде с 1900 года, имея силу, нетипичную для внутриплитовых землетрясений.

## Последствия

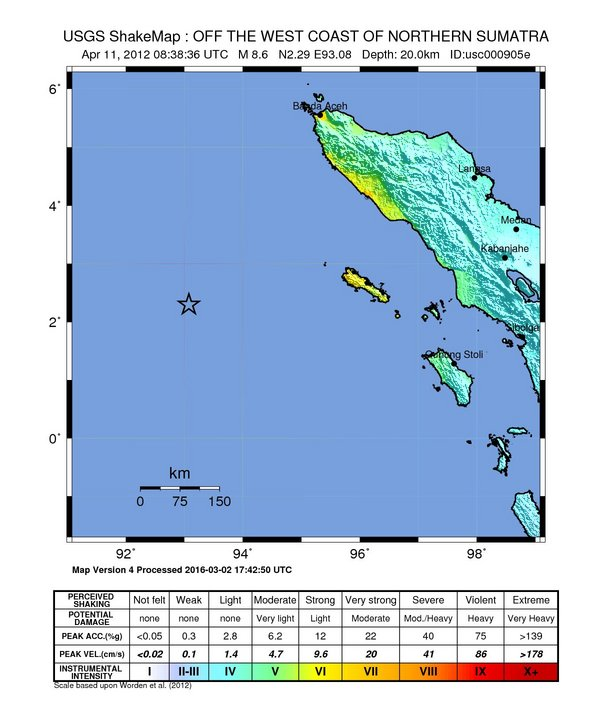
Карта интенсивности землетрясения

Несмотря на значительную силу, землетрясение не нанесло сильного ущерба. В первые часы после основного толчка произошло отключение электричества. Пять человек умерли от сердечного приступа, 4 человека пострадали от транспортных средств в провинции Ачех — самой близкой к эпицентру.

## Цунами
Сразу после землетрясения было объявлено об угрозе цунами, но вскоре она была снята. Небольшие волны (около 20 см) были отмечены у острова Большой Никобар, 10-сантиметровые волны были отмечены в Таиланде. Индонезийское агентство метеорологии, климатологии и геофизики сообщило о трёх небольших цунами на побережье провинции Ачех (до 80 см). Волны высотой 1 м достигли Симёлуэ, ущерба не отмечено.

## Помощь
Индонезия направила спасательные команды в Банда-Ачех.